# Монохроматична плоска хвиля

Одновимірна плоска хвиля

Монохромати́чна пло́ска хви́ля описується рівнянням
{\displaystyle u=u_{0}\cos(\mathbf {k} \mathbf {r} -\omega t-\varphi )}
Де u — залежна від просторових координат {\displaystyle \mathbf {r} } і часу t змінна,
{\displaystyle u_{0}}
— амплітуда хвилі, {\displaystyle \mathbf {(} k)} — хвильовий вектор, ω — циклічна частота, {\displaystyle \varphi } — фаза.
Хвильовий вектор визначає напрям розповсюдження хвилі у просторі.
Його абсолютна величина зв'язана з довжиною хвилі λ співвідношенням
{\displaystyle k={\frac {2\pi }{\lambda }}}
Кожна точка простору здійснює гармонічні коливання з циклічною частотою ω.
Хвиля називається монохроматичною тому, що коливання відбуваються зі строго визначеною частотою. У випадку світла ця частота визначала б колір. Назва «плоска» пов'язана із формою фронту хвилі, який для даного типу хвилі є площиною, перпендикулярною до хвильового вектора.

## Поперечні й поздовжні хвилі
У випадку, коли збурення, яке розповсюджується у вигляді хвилі, описується векторною величиною, монохроматична хвиля має вигляд: 
{\displaystyle \mathbf {u} =\mathbf {u} _{0}\cos(\mathbf {k} \mathbf {r} -\omega t-\varphi )}.
Залежно від взаємної орієнтації амплітуди {\displaystyle \mathbf {u} _{0}} монохроматичні плоскі хвилі поділяються на поперечні та поздовжні. 
Монохроматична плоска хвиля називається поперечною, якщо амплітуда збурення, тобто напрямок коливань, перпендикулярна до напрямку розповсюдження:
{\displaystyle \mathbf {u} _{0}\cdot \mathbf {k} =0}
Оскільки в площині, перпендикулярній до напрямку розповсюдження, є два можливих взаємоперпендикулярних напрямки, то існують дві незалежні одна від іншої поперечні хвилі, які розповсюджуються в одному напрямку. Вони можуть розрізнятися за фазами. 
Якщо вектор {\displaystyle \mathbf {u} _{0}} паралельний вектору {\displaystyle \mathbf {k} }, який задає напрямок розповсюдження, то монохроматична плоска хвиля називається поздовжньою. 
Електромагнітні хвилі у вакуумі можуть бути лише поперечними. Звукові або акустичні хвилі можуть бути як поперечними, так і повздовжними.

## Комплексна форма запису
Використовуючи комплексні числа, монохроматичну плоску хвилю можна записати у вигляді 
{\displaystyle \mathbf {u} =\mathbf {u} _{0}e^{i\mathbf {k} \cdot \mathbf {r} -i\omega t}}.
Комплексна амплітуда {\displaystyle \mathbf {u} _{0}} при такій формі запису містить інформацію про фазу хвилі. 
При описі хвиль у класичній фізиці комплексна форма запису — зручний математичний спосіб, який дозволяє просто проводити обчислення. Фактичний результат береться як дійсна частина комплексної функції. Однак, у квантовій механіці хвильова функція зарядженої частинки суттєво комплексна. Комплексність хвильової функції пов'язана із законом збереження заряду.

## Фазова швидкість
Частота ω й модуль хвильового вектора k не є незалежними величинами. Залежність {\displaystyle k(\omega )} називається законом дисперсії. Цей закон визначається природою хвилі та фізичними характеристиками середовища, в якому вона розповсюджується.
Відношення
{\displaystyle v_{ph}={\frac {\omega }{k}},}
Називається фазовою швидкістю монохроматичної хвилі.
Для багатьох хвиль закон дисперсії лінійний і фазова швидкість не залежить від частоти. Прикладами таких хвиль є електромагнітні хвилі (світло) у вакуумі, для яких фазова швидкість збігається зі швидкістю світла. Фазова швидкість розповсюдження електромагнітної хвилі в середовищі залежить від показника заломлення й може бути як меншою за швидкість світла, так і більшою за неї.
Швидкість розповсюдження звуку в пружному середовищі теж можна вважати сталою у широкому діапазоні частот.
Окрім фазової швидкості розрізняють також групову швидкість, як швидкість розповсюдження пакету монохроматичних хвиль, за допомогою якого може передаватися інформація. 

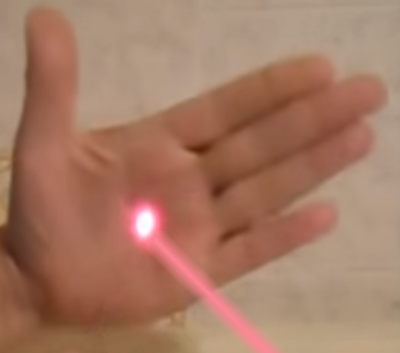
Лазерний промінь створює монохроматичну плоску хвилю.

## У природі та техніці
Насправді чисто монохроматична хвиля не реалізується, оскільки вона мала б бути нескінченної — передусім, у часі. Процеси генерації хвиль (наприклад, процеси випромінювання) обмежені у часі, і тому монохроматичною зазвичай розуміється хвиля з дуже вузьким спектром. Чим уже інтервал, в якому знаходяться частоти хвилі, тим «монохроматичніше» випромінювання.
У природі та техніці найбільш близько до монохроматичного випромінювання лазера та окремих ліній спектрів випромінювання вільних атомів та молекул. Ці лінії відповідають переходу атома зі стану з більшою енергією {\displaystyle \epsilon _{1}} у стан з меншою {\displaystyle \epsilon _{2}}, а частоти відповідних монохроматичних хвиль дорівнюють різниці рівнів енергії, поділеної на постійну Планка: {\displaystyle f=(\epsilon _{1}-\epsilon _{2})/h}.